# Долбушка
Долбу́шка (каз. Долбуш) — село у складі Мендикаринського району Костанайської області Казахстану. Входить до складу Первомайського сільського округу.
Населення — 292 особи (2021; 463 у 2009, 572 у 1999, 628 у 1989).